# 353 North Clark
353 North Clark je mrakodrap v americkém Chicagu. Postaven byl podle návrhu, který vypracovala firma Lohan Anderson, LLC. Má 40 podlaží a výšku 190,2 m. Výstavba probíhala v letech 2007–2009. Budova disponuje 102 192 m2 převážně kancelářských prostor.